# Hiroshi Tanahashi
Hiroshi Tanahashi (* 13. November 1976 in Ōgaki)  ist ein japanischer Wrestler, der zurzeit bei New Japan Pro-Wrestling aktiv ist. Tanahashi ist seit 2003 verheiratet, hat einen Sohn und eine Tochter.

## Karriere
Vor seiner Wrestlingkarriere spielte Tanahashi Baseball. An der Ritsumeikan University betrieb er dann Amaresu (eine Kampfkunstart). Sein Debüt hatte er 1999 gegen Shinya Makabe. Im April 2003 gewann er den U-30 Title in einem Turnier und wurde erster Champion. Diesen Titel hatte er bis Januar 2005 inne, dann tourte er bis Anfang 2006 durch die Wrestlingwelt um Erfahrungen zu sammeln. Bei Final Resolution 2006 feierte mit einer Niederlage gegen AJ Styles sein Debüt bei Total Nonstop Action Wrestling.
Nach einigen Niederlagen 2006 erholte er sich aber mit einer ganzen Reihe von Einzelsiegen relativ schnell und gewann schließlich im Juli 2006 zum ersten Mal den IWGP Heavyweight Title. Diesen Titel hätte er eigentlich Brock Lesnar abnehmen sollen, aber der weigerte sich, den Job zu machen und daher gewann er den vakanten Gürtel in einem Turnier.

## Titel
New Japan Pro-Wrestling
- 8× IWGP Heavyweight Championship
- 3× IWGP Tag Team Championship (je 1× mit Yutaka Yoshie, Shinsuke Nakamura und Kota Ibushi)
- 1× IWGP Intercontinental Championship
- 3× IWGP United States Championship
- 2× IWGP U-30 Championship
- 1× NEVER Openweight Champion
- 2× NEVER Openweight 6-Man Tag Team Championship (je 1× mit Michael Elgin und Yoshitatsu und 1× mit Manabu Nakanishi und Ryusuke Taguch)
- 3× Sieger des G1 Climax (2007, 2015, 2018)

Pro Wrestling NOAH
- 1× GHC Tag Team Championship  mit Yuji Nagata

Consejo Mundial de Lucha Libre
- 1× CMLL World Trios Championship  mit Okmura und Taichi
- 1× CMLL World Tag Team Championship  mit Jushin Thunder Liger
- 1× CMLL Universal Championship